# Kanzelle

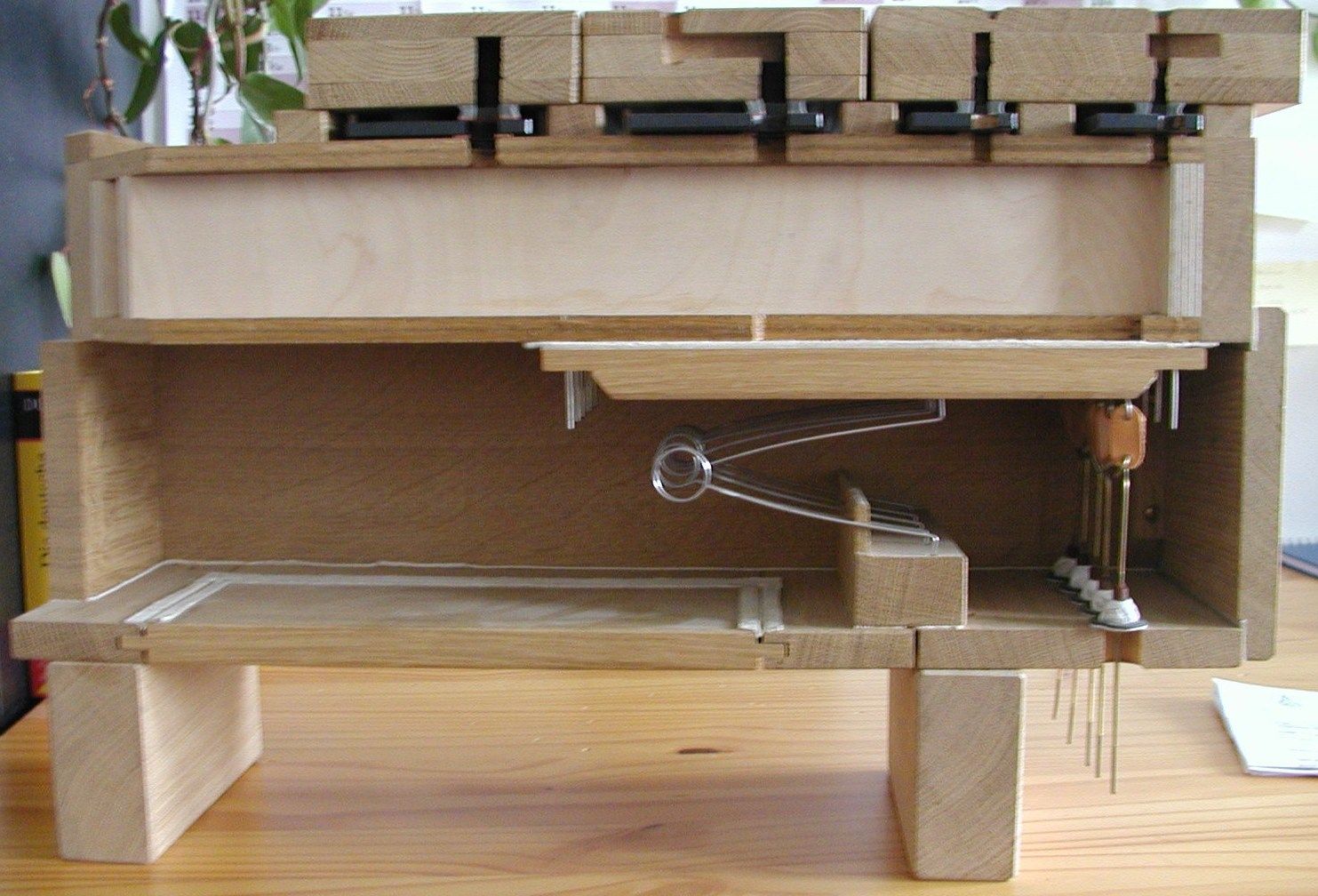
Querschnitt einer gewöhnlichen Schleiflade einer Orgel mit Windkammer (unten), Tonkanzelle (Mitte) und Registerschleifen (oben)

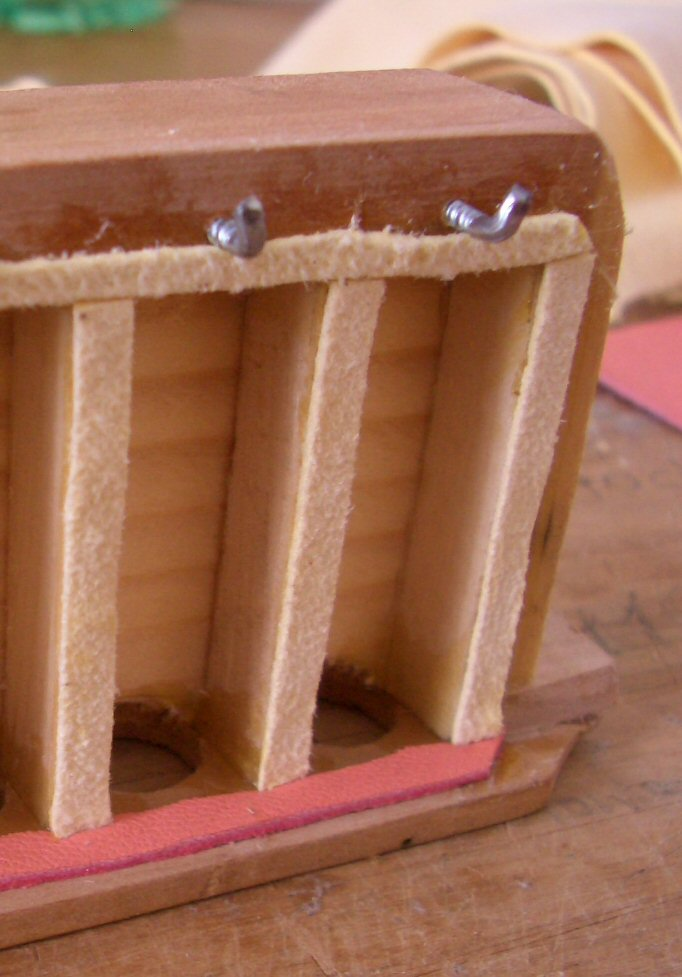
Kanzelle eines Akkordeonstimmstockes

Als Kanzelle, früher auch Cancelle, wird bei der Orgel eine Kammer in der Windlade bezeichnet, in die je nach Bauart der Windlade als Tonkanzelle oder Registerkanzelle bezeichnet wird. Bei einer
- Tonkanzelle werden alle Pfeifen, die derselben Note zugeordnet sind,
- Registerkanzelle werden alle Pfeifen eines Registers

durch die Kanzelle mit Wind versorgt.
Bei Harmonikainstrumenten bezeichnet eine Kanzelle nicht nur die Luftführung zu einer oder zwei Stimmzungen, sondern ebenfalls den Raum, in den durch einen Schlitz die Stimmzunge hineinschwingt. Bei Handharmonikas und Melodicas wird durch Tasten die Luftzufuhr und -abfuhr zu den Kanzellen einzelner Töne geregelt, bei der Mundharmonika werden die Kanzellen direkt mit dem Mund mittels Atmung angespielt, wobei auch mit der Zungenspitze Kanzellenöffnungen abgedeckt werden können zwecks Spielen der Töne nicht benachbarter Kanzellen. Die Kanzelle hat zwei Öffnungen, in der auf dem Kanzellenkörper montierten Stimmplatte den Schlitz, der zu 99 % von der Stimmzunge überdeckt wird, und im rechten Winkel dazu angeordnet die Kanzellenöffnung.